# Quararibea bolivarii
Quararibea bolivarii là một loài thực vật có hoa trong họ Cẩm quỳ. Loài này được (Cuatrec.) Cuatrec. miêu tả khoa học đầu tiên năm 1949.